# 新月

描繪新月月相的圖片

新月、月缺，原指朔月後新初見之細而彎的月亮，但因朔月在某些定義中為一月之始，故所謂新的一月的開始，今亦將朔月稱為新月，指月亮無光之月相，一種天文現象，因此新月的意思產生了：看得到月亮與看不到月亮，兩種截然不同的說法。朔為月球在繞行地球的軌道上，介合於太陽和地球之間時，月球背向太陽的黑暗面朝向地球，從地球上以肉眼看不見月球。而夏曆以「朔」定義每月初一。

## 名稱及含義

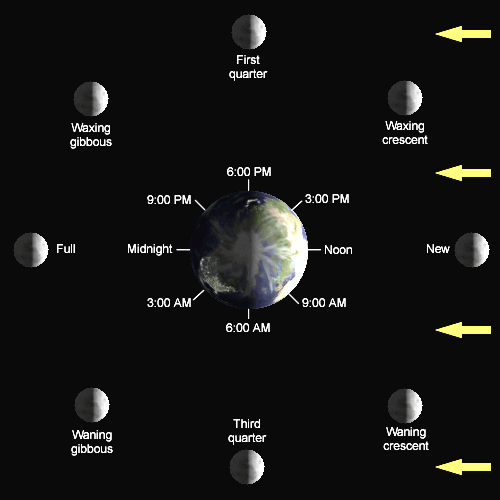
月相取決於月球在環繞地球軌道上的位置。這張是由北極上方鳥瞰的圖。

「新月」這個詞彙原本的意義是月球在與太陽合之後，最早被看見的眉月。這發生在太陽在西方地平線西沉，也就是日落之後一小段時間的月没之前，因此新月出現的日期和能看見此一事件的精確時間，與觀測者的地理位置有著密切的關聯性。天文學的新月（朔），有時也稱為「黑月」以避免造成混淆。從定義看是發生在太陽和月球有著相同黃經的合，這時從地球上是看不見月球的。在此獨特時刻，月亮在太陽地球之間，且最接近一條直線，與觀測位置無關，而且在某些情況下它會發生日食。
新月原本的意義是最早被看見的眉月，因此在陰曆被做為一個月的開始，像是回曆和陰陽合曆的希伯來曆、印度曆和佛曆。但是在中國的農曆是以黑月（朔）做為一個月的開始。《說文》：「朔，月一日始蘇也。」古代中国历法中，朔日的計算方法有平朔和定朔两种。相對應的月末稱作晦，月圓稱作望，通常在每月的十五或十六日，偶爾也會落在十四日或十七日。而藏曆把每月十五日固定為望，朔則可能在月初或月末。伊斯兰历將新月初現定為每月第一天，朔則在月末前三、四天。
现在“新月”为英語：的对意语，而在古籍中“新月”本来是“朔”之后第一次能看到的月球（因为“朔”的时候是看不见月亮的），时间大致为农历初二或初三，也称“三日月”，故有“一弯新月”的说法。弯钩月的图案也是众多美术品，以及伊斯兰教的常用图案。

## 近似推算公式
相鄰的兩個新月的間隔（陰曆月）是易變的，平均的間隔稱為朔望月，長度是29.53天。要計算新月（太陽與月球合）平均時刻的一個成功的慣用近似公式如下：
{\displaystyle d=5.597661+29.5305888610\times N+(102.026\times 10^{-12})\times N^{2}}
此處的N是一個整數，以2000年第一個新月為0開始計數，每經過一個朔望月數值就加1；結果的d是一個從2000年1月1日00:00:00起算的實數（帶有小數），而採用的時間是星曆表中的地球時（TT）。
通常以世界時（UT）表示這個時刻，要增加下式所得到的結果於d之上：
{\displaystyle -0.000739-(235\times 10^{-12})\times N^{2}}天
真實的合的時刻會因為週期性的攝動而從平均的時刻發生改變。從1601年至2401年的新月，最大的差異達到0.592天（14時13分）。陰曆月的時間（從一次朔至下一次朔）的變化在29.272天和29.833天之間，也就是比平均值短0.259天（6小時12分）至長0.302天（7小時15分）。合的真實時刻和平均值之間的差異通常都比上述的範圍小，這是因為在一個陰曆月的週期中不可能所有的攝動值全部都達到它們的最大值的緣故。
參考滿月周期的文章，那兒有一個更簡單但更準確的計算朔的時刻的公式。
公式中長期項的誤差大約是：在地球時是1 cy²秒，在世界時是11 cy²秒（cy是2000年起的世紀數；參見「公式的解釋」有更詳細的說明。)

### 公式的解釋
合的平均時刻可以很容易的從月球平黃經減去太陽平黃經的算表中計算出來（迪羅尼參數D）。瓊·米斯在他的《天文學計算公式》一書中所給的計算公式是依據布朗和紐康的星曆表（ca. 1900），並且是他的《天文演算法》的第一版，以ELP2000-85為基礎（第二版在1998年，使用從Chapront et al.改進的ELP2000-82），這些現在都已經過時了（2002年）。出版後改善了參數，並且米斯的公式使用可變的分數，可以做四種主要相位的計算，並且使用第二個變數做一般項目。為了讀者的方便，上述的公式根據Chapront最後修正的參數並且以單一的整數做為唯一的變數，並且加入了下列的項目：
常數項：
- 如同米斯，使用的常數項是來自太陽的光行差和月球的光時改正[7]獲得在黃經度上的視黃經差：

太陽：+20.496"。
月球：−0.704"。
合的改正：−0.000451天。
- 對世界時：在2000年1月，ΔT (= TT − UT )是+63.83秒[11]；因此改正合的鐘錶時間UT = TT − ΔT 為：

−0.000739天。
二次項：
- 在ELP2000–85（參見Chapront et alii 1988），D是一個二次項的函數，其值為 −5.8681"T²；陰曆月的數量用N表示，產生的修正式為+87.403×10–12N²[12]，得到與合的時刻相差的天數。這個項目內包含了0.5×(−23.8946 "/cy²)的潮汐加速。目前最佳的估計是來自月球雷射陣列的加速度（參見Chapront et alii 2002）：(−25.858 ±0.003)"/cy²。因此，新的二次項參數D是 -6.8498"T²[13]。實際上，Chapront et alii（2002）提供了多項式的証明，在他們的表4也提供了相同的証明。這項轉換修改了到合的時刻為+14.622×10−12N²天；這個二項式現在成為：

+102.026×10−12N²天。
- 對世界時（UT）：對歷史上的觀測分析顯示ΔT有著+31 s/cy²的長期增量[14]。轉換成天和陰曆月[15]，從ET轉換成UT的修正是：

−235×10−12N²天。
理論上潮汐對ΔT的貢獻大約是+42 s/cy²，更小的觀測值被認為主要歸因於地球形狀的變化，由於誤差不能被充分的解釋（地球轉動的角度），我們對UT預測的不確定性可能大到11 s/cy²；在與太陽合時，月球位置的誤差上可能只有0.5"/cy²，或是（因為月球的平均視角速度大約是0.5"/s）1 s/cy²。

## 宗教上的應用
- 回曆保留了新月在觀測上的定義，以實際看見新月的時刻做為一個月的開始，因而使它不可能在朔之前就開始一個新的月份（特別是，齋戒月開始的確切日期無法事先就知道）。在沙烏地阿拉伯，當期望中的新月該出現時若遇上陰天，觀測人員會被送上飛機到雲層之上觀測。在巴基斯坦，有一個"中央 Ruet-e-Hilal委員會"，由國家協助巴基斯坦氣象局超過100個的觀測所，在全國各地確認是否看見新月，並且統一宣布每一個月的開始。在伊朗，由一個特別的委員會審視來自各地的新月報告，這個委員會有100個觀測委員小組，以確定每個月的開始。

## 外部連結
- Sacred Astronomy from Zaytuna institute
- CrescentWatch.org from Zaytuna Institute （页面存档备份，存于）
- Moon sighting Committee World-wide of Khalid Shaukat （页面存档备份，存于）
- Moon Sighting from Committee For Crescent Observation, Intl.
- Islamic Crescent Observation Project （页面存档备份，存于）
- The Length of the Lunar Cycle (numerical integration analysis)
- Predicting the First Visibility of the Lunar Crescent （页面存档备份，存于）